# Myxobolus merlucii
Myxobolus merlucii is een microscopische parasiet uit de familie Myxobolidae. Myxobolus merlucii werd in 1891 beschreven door Perugia. 